# Acanthasargus varipes
Acanthasargus varipes är en tvåvingeart som beskrevs av Hardy 1932. Acanthasargus varipes ingår i släktet Acanthasargus och familjen vapenflugor. Inga underarter finns listade i Catalogue of Life.